# ハインツ・ルティスハウザー
ハインツ・ルティスハウザー（Heinz Rutishauser, 1918年1月30日 - 1970年11月10日）は、スイスの数学者、計算機科学者。

## 来歴
1918年1月30日にヴァインフェルデンで生まれ、1948年にスイス連邦工科大学チューリッヒ校で複素解析の研究で博士号を取得した。
スイス連邦工科大学チューリッヒ校の応用数学研究所のエドゥアルト・シュティーフェルの下で1948年から1949年にかけてコンピュータの調査のためにアンブロス・スペイゼル (Ambrosius Paul Speiser)と共にアメリカへ派遣され、ハーバード大学の会合でハワード・エイケンやプリンストン大学のジョン・フォン・ノイマンに会ってHarvard Mark IIや当時、開発中だったIASマシンの資料を入手した。帰国後、1950年に彼らは応用数学研究所で独自のアーキテクチャのERMETH (Electronic Calculating Machine of the ETH)の開発に着手して1955年に1500本の真空管・6400個のダイオード・多数の継電器を使用したスイスで最初の真空管式コンピュータであるERMETHを完成させた。

## 文献
1. 1 2   オーストリアの快挙とスイス事情
2. ↑   (PDF) プログラミング言語を追求し続けたコンピュータ科学者